# Équipe de Tchéquie masculine de volley-ball
Cet article traite de l'équipe masculine. Pour l'équipe féminine, voir Équipe de République tchèque féminine de volley-ball.
L'équipe de République tchèque de volley-ball est composée des meilleurs joueurs tchèques sélectionnés par la Fédération Tchèque de Volleyball (Český Volejbalový Svaz, CVS). Elle est classée au 22e rang de la Fédération Internationale de Volleyball au 4 janvier 2014.

## Palmarès et parcours

### Palmarès
- Championnat d'Europe
  - Quatrième : 1999, 2001
- Ligue mondiale
  - Quatrième : 2003
- Ligue européenne
  - Vainqueur : 2004

### Parcours

#### Championnats du monde
- 1949 : Non participant
- 1952 : Non participant
- 1956 : Non participant
- 1960 : Non participant
- 1962 : Non participant
- 1966 : Non participant
- 1970 : Non participant
- 1974 : Non participant
- 1978 : Non participant
- 1982 : Non participant
- 1986 : Non participant
- 1990 : Non participant
- 1994 : Non qualifié
- 1998 : 21e
- 2002 : 13e
- 2006 : 13e
- 2010 : 10e
- 2014 : Non qualifié
- 2018 : Non qualifié
- 2022 : Non qualifié

#### Ligue des nations(anciennementLigue mondiale)
- 1990 : Non participant
- 1991 : Non participant
- 1992 : Non participant
- 1993 : Non participant
- 1994 : Non participant
- 1995 : Non participant
- 1996 : Non participant
- 1997 : Non participant
- 1998 : Non participant
- 1999 : Non participant
- 2000 : Non participant
- 2001 : Non participant
- 2002 : Non participant
- 2003 : 4e
- 2004 : Non participant
- 2005 : Non participant
- 2006 : Non participant
- 2007 : Non participant
- 2008 : Non participant
- 2009 : Non participant
- 2010 : Non participant
- 2011 : Non participant
- 2012 : Non participant
- 2013 : Non participant
- 2014 : 16e
- 2015 : 15e
- 2016 : 18e
- 2017 : 20e
- 2018 : Non participant
- 2019 : Non participant
- 2021 : Non participant
- 2022 : Non participant
- 2023 : Non participant
- 2024 : Non participant

#### Championnat d'Europe
- 1948 : Non participant
- 1950 : Non participant
- 1951 : Non participant
- 1955 : Non participant
- 1958 : Non participant
- 1963 : Non participant
- 1967 : Non participant
- 1971 : Non participant
- 1975 : Non participant
- 1977 : Non participant
- 1979 : Non participant
- 1981 : Non participant
- 1983 : Non participant
- 1985 : Non participant
- 1987 : Non participant
- 1989 : Non participant
- 1991 : Non participant
- 1993 : Non participant
- 1995 : 9e
- 1997 : 6e
- 1999 : 4e
- 2001 : 4e
- 2003 : 9e
- 2005 : 9e
- 2007 : Non qualifié
- 2009 : 16e
- 2011 : 10e
- 2013 : 16e
- 2015 : 13e
- 2017 : 7e
- 2019 : 13e
- 2021 : 8e
- 2023 : 12e

#### Ligue européenne
- 2004 :  Vainqueur
- 2005 : 7e
- 2006 : Non participant
- 2007 : 10e
- 2008 : Non participant
- 2009 : Non participant
- 2010 : Non participant
- 2011 : Non participant
- 2012 : 5e
- 2013 :  3e
- 2014 : Non participant
- 2015 : Non participant
- 2016 : Non participant
- 2017 : Non participant
- 2018 :  Finaliste
- 2019 : 8e
- 2021 : 7e
- 2022 :  Vainqueur
- 2023 : 4e
- 2024 :  3e